# Simone Billi
Simone Billi (Firenze, 11 febbraio 1976) è un politico italiano.

## Biografia
Nato e cresciuto a Firenze, oggi vive a Wettingen (Svizzera); dopo aver conseguito la maturità scientifica, si è laureato in Ingegneria industriale. Successivamente si è specializzato in diritto di proprietà industriale europeo e internazionale all'Université Robert Schuman di Strasburgo e al MIP del Politecnico di Milano.
Ha conseguito i titoli di European Patent Attorney, European Patent Litigator, Consulente Italiano in Brevetti e Consulente per il design industriale.
Dopo la laurea in ingegneria, ha iniziato a lavorare in uno studio legale fiorentino di proprietà industriale e, successivamente, come manager presso una multinazionale di Firenze nel settore dell’energia.
Nel 2012 si è trasferito per lavoro a Zurigo, in una multinazionale franco-svizzera, sempre nel settore dell’energia.
È sposato con Vittoriana Abate, giornalista Rai.

## Attività politica
È stato responsabile organizzazione del movimento giovanile di Forza Italia a Firenze e, dal 2004 al 2009, consigliere al Quartiere 4 del Comune di Firenze tra le file del Popolo della Libertà.
Nel 2012, trasferitosi in Svizzera, continua la sua attività associazionistica, che lo porta ad essere vice-presidente dell’AVIS di Baden e responsabile comunicazione della società Dante Alighieri, collaborando con diverse associazioni regionali di emigrati italiani in territorio elvetico.
Alle elezioni politiche del 2018 viene eletto alla Camera dei deputati, nella circoscrizione Estero A (Europa) come esponente della Lega nella lista unitaria di centro-destra "Salvini - Berlusconi - Meloni", con 14.355 preferenze. È presidente del Comitato per gli Italiani all’Estero e la promozione del Sistema Paese, membro della Commissione Esteri e Segretario della delegazione italiana al Consiglio d’Europa. Ha conseguito il 94,8% di presenze in Parlamento, risultando il più presente tra tutti i deputati eletti nella Circoscrizione Estero.
Alle elezioni politiche del 2022 viene rieletto per il centro-destra nella medesima ripartizione con 13.453 preferenze.
Attualmente è capogruppo della Lega in Commissione Esteri, Presidente del Comitato per gli Italiani nel Mondo, membro della delegazione italiana al Consiglio d’Europa, Presidente dell’Unione Interparlamentare Italia-Belgio e Presidente dell'Intergruppo Parlamentare sulla Proprietà Industriale.